# Csányi László (karnagy)
| Csányi László                             | Csányi László                                 |
| Kattints az alábbi külső linkek egyikére! | Kattints az alábbi külső linkek egyikére!     |
| ----------------------------------------- | --------------------------------------------- |
| Nem található szabad kép.(?)              |                                               |
| külső link · jogvédett                    | A Magyar Rádió Gyermekkórusát vezényli (1979) |

Csányi László (Csákvár, 1924. április 23. – Budapest, 2005. március 8.) Liszt Ferenc-díjas karnagy, jogász.

## Életpályája
Csányi László Csákváron született 1924. április 23-án. Édesapja jogászi pályára szánta. A Pázmány Péter Tudományegyetemen jogi doktorátust szerzett. 1948-tól a Liszt Ferenc Zeneművészeti Főiskola növendéke volt. Tanárai Vásárhelyi Zoltán, Kodály Zoltán, Ádám Jenő, Szabolcsi Bence valamint Gát József voltak. Itt szerzett karnagyi oklevelet 1953-ban.
1950-től a Magyar Rádió munkatársa. Feleségével, Botka Valériával alapították 1954-ben a Magyar Rádió Gyermekkórusát, amellyel 1985-ig dolgoztak együtt.

## Díjai
- Liszt Ferenc-díj (1966)
- SZOT-díj (1982)
- Németh László-díj (1996)
- Magyar Örökség díj (1998)
- A Magyar Köztársasági Érdemrend lovagkeresztje (2004)

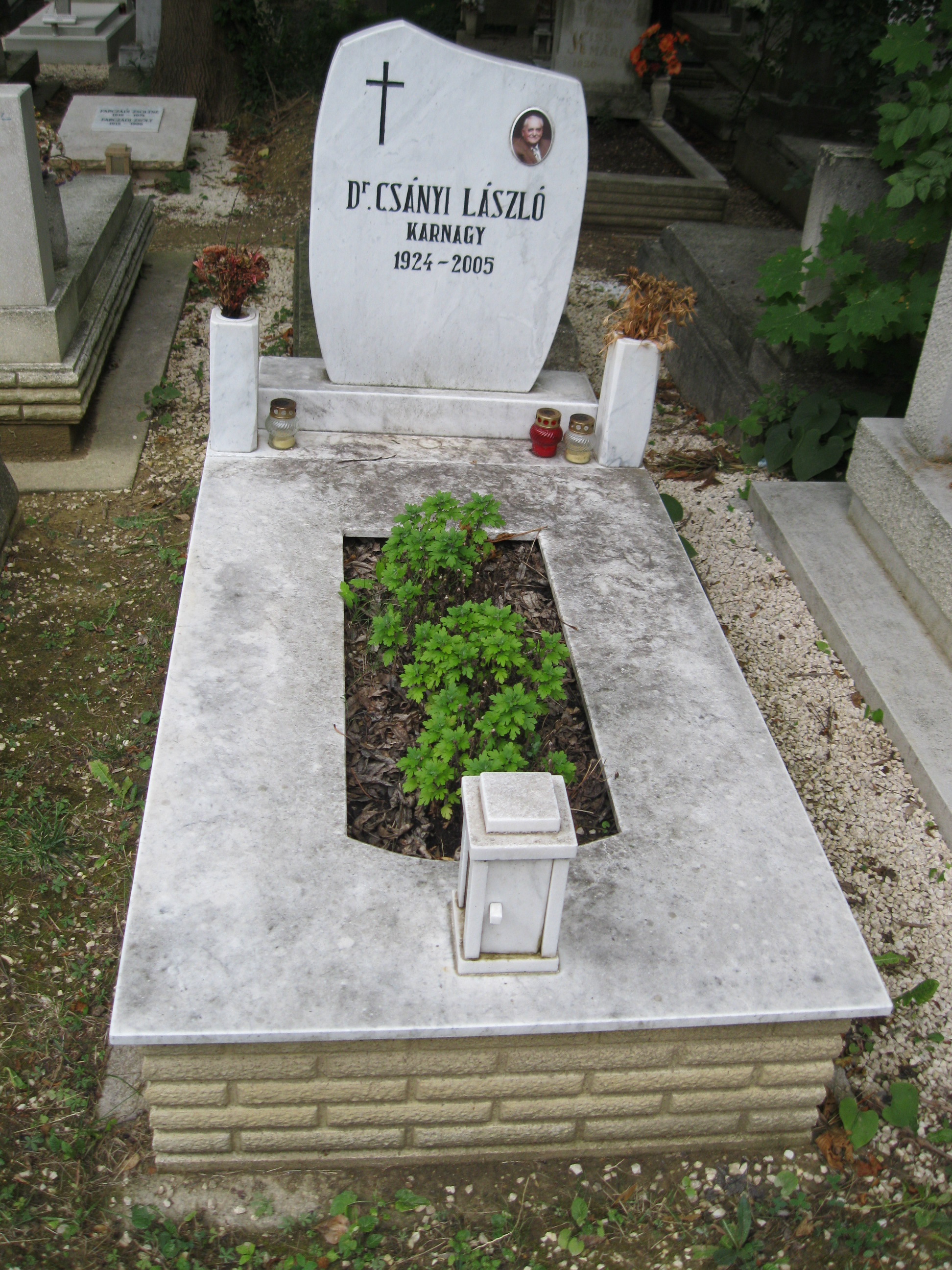
Sírja a Farkasréti temetőben (25/III-1-68)